# Zischgeräusch
Ein Zischgeräusch ist ein Geräusch, das durch turbulente Strömungen von Luft oder anderen Gasen erzeugt wird. In der Physik wird es durch das aeroakustische Modell „Strömung um einen Zylinder“ beschrieben. Sein Frequenzspektrum liegt im mittleren bis oberen Teil der Hörfläche, wodurch sich die charakteristische helle Klangfarbe ergibt. Dem Zischen verwandt sind das Rauschen, das aufgrund seines Anteils an tieferen Frequenzen eine dunklere Klangfarbe aufweist, sowie das Pfeifen, bei dem sich einzelne Töne deutlich hörbar aus dem Frequenzgemisch hervorheben.
In Gestalt von Zischlauten sind Zischgeräusche in die menschliche Sprache integriert, und vielen Tierarten dienen sie zur Kommunikation. Bei Tonaufnahmen sind Zischgeräusche störend, daher werden sie durch einen Mikrofon-Windschutz zu vermeiden versucht. Durch den Einsatz von Hochpass-Filtern können Zischgeräusche von Klangaufzeichnungen dagegen bewusst hervorgehoben werden, wie es bei Musikgenres wie dem Filter House üblich ist.